# Morler Dorfstraße 15, 16, Schulberg 7, 8, 9, 10, 13 (Morl)

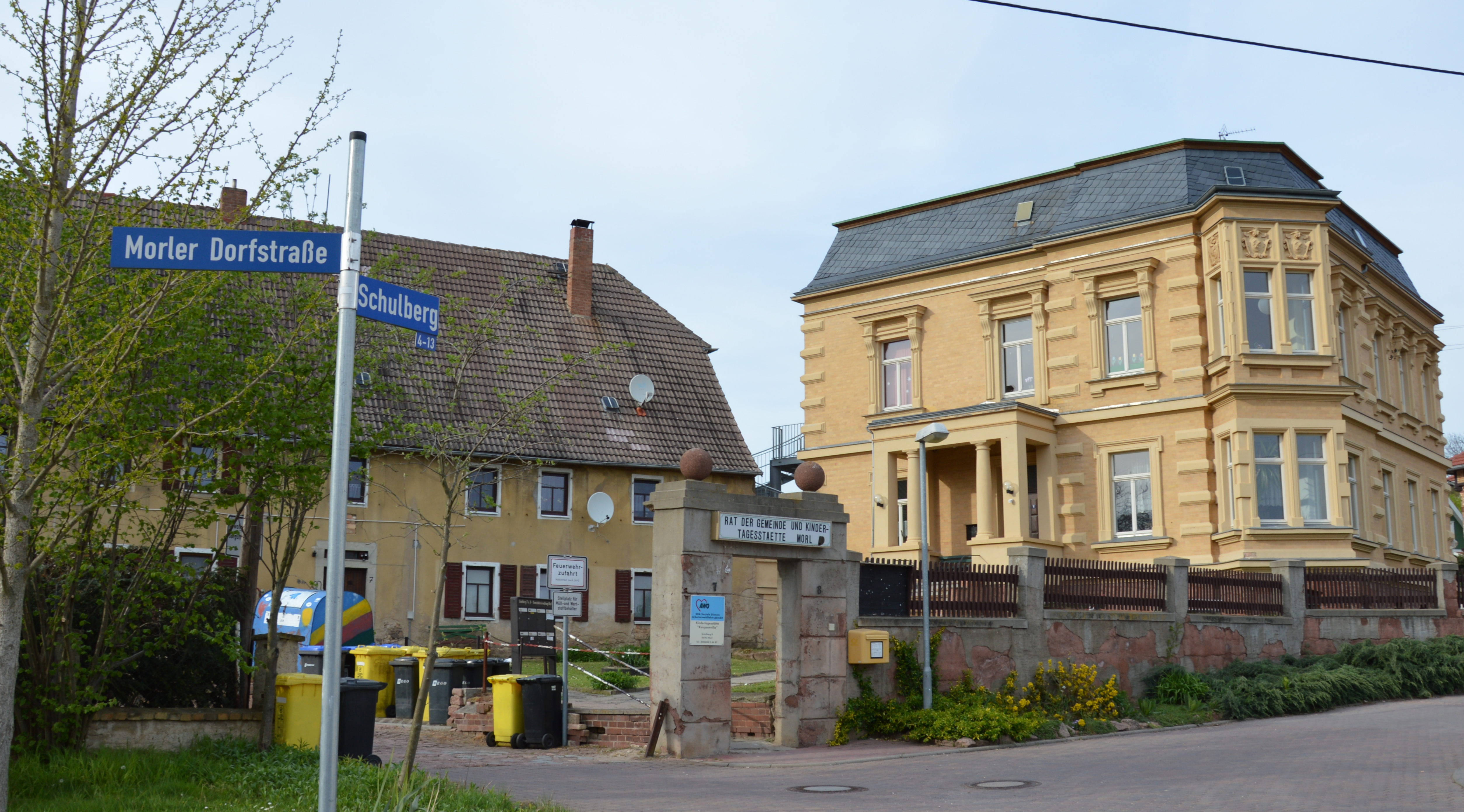
Schulberg

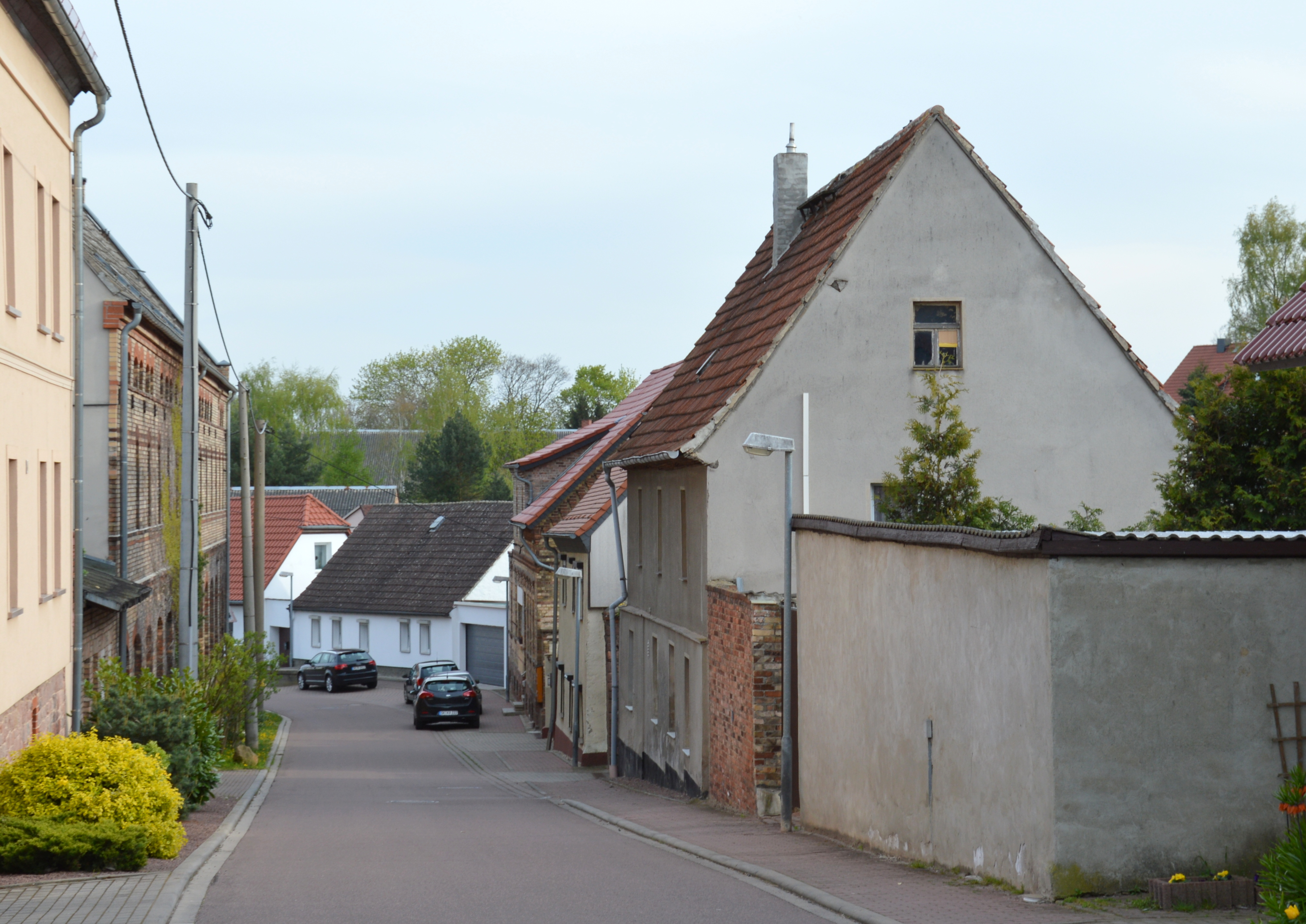
Morler Dorfstraße

Morler Dorfstraße 15, 16, Schulberg 7, 8, 9, 10, 13 ist die Bezeichnung eines denkmalgeschützten Straßenzuges im zur Gemeinde Petersberg gehörenden Dorf Morl in Sachsen-Anhalt.

## Lage
Der Straßenzug befindet sich in der Ortsmitte des Dorfes, westlich des Kirchbergs und ist als Denkmalbereich im Denkmalverzeichnis der Gemeinde Petersberg unter der Nummer 094 55489 als Ortskern eingetragen.

## Architektur und Geschichte
Der Denkmalbereich umfasst die überwiegend im 19. Jahrhundert entstandene Bebauung des Ortskerns von Morl, die weitgehend ungestört erhalten blieb und als lokaltypischer Straßenzug beschrieben wird. Zum Gebiet gehören neben dem Gutshaus, dem Pfarrhaus, der alten und neuen Schule auch mehrere Hofanlagen.
Noch in den 1990er Jahren umfasste die Bezeichnung des Denkmalbereichs auch die damalige Dorfstraße 2 bis 9 sowie das Grundstück Schulberg 4.